# Nostradameus
Nostradameus är ett svenskt power metal-band från Göteborg. Bandet bildades 1998 och bröts upp 2010. Deras senaste utgåva är Illusion's Parade. Bandet spelar en klassisk power metal i högt tempo och har jämförts med Hammerfall.

## Medlemmar
Senaste medlemmar
- Freddy Persson – sång (1998–2010), basgitarr (1998–2000)
- Jake Fredén – gitarr (1998–2010)
- Thomas Antonsson – basgitarr (2000–2010)
- Esko Salow – trummor (2001–2010)
- Lennart Specht – gitarr (2005–2010)

Tidigare medlemmar
- Erik Söderman – gitarr (1998–2000)
- Gustav Nahlin – trummor (1998–2000)
- Jesse Lindskog – trummor (2000–2001)
- Michael Åberg – gitarr (2000–2005)

## Diskografi
Studioalbum
- Words of Nostradameus (2000)
- The Prophet of Evil (2001)
- The Third Prophecy (2003)
- Hellbound (2004)
- Pathway (2007)
- Illusion's Parade (2009)

Samlingsalbum
- Words of the Prophet (CD-box) (2004	)